# Manglietia grandis
Manglietia grandis là một loài thực vật thuộc họ Magnoliaceae. Đây là loài hoa chỉ tìm thấy tại Sơn La- Việt Nam và Vân Nam-Trung Quốc. Chúng hiện đang bị đe dọa vì mất môi trường sống. Hiện tại còn chưa quá 50 cây như thế.